# Tarlabaşı
Tarlabaşı es un barrio en el distrito de Beyoğlu en Estambul, Turquía, que se extiende desde la Plaza Taksim y Talimhane en el este hasta Kasımpaşa y Tepebaşı en el oeste. Limita en el lado sur con el Tarlabaşı Bulvarı de cuatro carriles y con Dolapdere Caddesi (calle) en el norte.

## Bulevar Tarlabaşı
Durante 1980, en el período de Bedrettin Dalan como alcalde a cargo del Municipio Metropolitano de Estambul, demolió 350 edificios históricos en la calle Tarlabaşı, la cual era pequeña y semejante a las demás calles aledañas. Luego de obras de infraestructura, abrió el actual bulevar Tarlabaşı, el cual nace en la Plaza Taksim y se convirtió, de esta manera, en la principal arteria del vecindario.
El nombre de dicho bulevar se debe al nombre del vecindario que atraviesa. 
En el nacimiento de esta arteria y sobre la Plaza Taksim se puede ingresar al metro. Además, más de 40 ramales de colectivos atraviesan esta avenida. Sobre el Bulevar Tarlabaşı se encuentra la Mezquita de Taksim y la Mezquita de Kamerha y el Departamento de la Policía del Distrito de Beyoğlu.

## La ciudad
En la calle Tatlı Badem ("Almendra Dulce"), hay un museo dedicado al poeta polaco Adam Mickiewicz, que murió aquí de cólera en 1855. Su cuerpo en 1855 fue transportado a Francia (Comuna de Montmorency) y luego, en 1890, a Polonia (Ciudad de Cracovia), donde finalmente fue enterrado. Actualmente, el museo está cerrado.
Los domingos, el barrio alberga un bazar popular con cientos de vendedores.
En la segunda mitad del siglo XIX, Tarlabaşı se convirtió en una nueva zona residencial para la clase de ingresos medios y bajos, mientras que los otros barrios alrededor de Tarlabaşı eran el área residencial de clase alta. Tarlabaşı era un lugar de gente no musulmana, incluidos judíos, armenios y griegos. 
El vecindario es principalmente de bajos ingresos y ha sido llamado "el barrio pobre más antiguo de Estambul". Sin embargo, también es una comunidad histórica y diversa, la cual es conocida por su centro de residencia de kurdos, refugiados de Siria y comunidades gitanas. En la década de 1990, un gran número de inmigrantes kurdos del sureste de Turquía se trasladaron a Tarlabaşı, mezclándose con la población romaní (gitana) local. Más recientemente, se ha convertido en el hogar de muchos inmigrantes de países vecinos y de África. El vecindario también alberga una comunidad transgénero considerable.
Ha habido amenazas a la comunidad local, ya que el gobierno está interesado en proyectos de "gentrificación", que pueden desplazar a los residentes pobres.
Tarlabaşı tiene unos 20.000 metros cuadrados, que consta de 9 bloques y 278 parcelas, en Tarlabaşı fue declarada zona de regeneración por el gobierno en febrero de 2006 a raíz de una petición del municipio local. La ley de renovación recientemente publicada para la protección del patrimonio histórico y cultural deteriorado mediante la renovación y la reutilización constituye la base del proceso de renovación en Tarlabaşı, así como en muchos otros vecindarios dentro de la ciudad histórica.

## Experiencia de viajeros
Cercano a Tarlabaşı se halla la Iglesia Ortodoxa Siriana de la Virgen María, la más vieja del mundo de esta religión, donde se ofician los ritos en lengua aramea. Siguiendo el circuito religioso, sobre el Bulevar Tarlabaşı se encuentra la Mezquita de Taksim y la Mezquita de Kamerhatun.  
No obstante a todo, es considerado el distrito estambulita más inseguro de todos, la experiencia de los viajeros se resume en dos puntos claves: 1. Andar en contingente y no en solitario; 2. No deambular por sus estrechas calles de noche.
Un paisaje innato en todo el barrio es la calle que ha sido conquistada por la vida de barrio, la mugre, los escombros y los edificios viejos en ruina.
Es un paisaje habitual ver un camión de gallinas vivas que recorre las calles empinadas de Tarlabaşı, a los niños jugando con armas de juguete y a los grandes urgando entre la basura. Nuria López Torres definió esta situación como: "Todos se abastecen de lo que pueden".

## En la televisión
La novela turca Fuerza de Mujer (Kadın, el título original en turco) tiene gran parte de su trama en este barrio. En ésta se puede apreciar como Bahar (la protagonista) desarrolla su vida de viuda junto a sus hijos por las calles estrechas y empinadas. La novela muestra como las armas, las mafias, la pobreza, la mugre, el juego y el azar son moneda corriente.